# 宇都宮市スケートセンター
宇都宮市スケートセンター（うつのみやしスケートセンター）は、栃木県宇都宮市城南三丁目にある、屋内スケートリンク。指定管理者制度を導入しており、オーエンスが指定管理者として管理運営を行う。2021年（令和3年）度の利用者数は43,633人。
栃木県のスケート場は日光市に集中しており、日光市以外に立地する唯一のスケート場である。

## 運用
屋内全天候型スケートリンクで、リンクの大きさは1,800 m2（30  m×60 m）。フィギュアスケート、アイスホッケー、スピードスケートに利用される。大きなイベントが行われることはないが、H.C.栃木日光アイスバックスが練習場として使用することがある。また、宇都宮市の社会人アイスホッケーチーム「宇都宮ファルコンズ」が活動拠点の1つとしている。
スケートリンクとしての利用は、例年10月1日から翌年の5月15日までであり、夏季（6月1日 - 8月31日）は屋内運動場（卓球・バドミントン・フットサルなど）として利用される。2019年（令和元年）8月11日には、「JFAファミリーフットサルフェスティバル」が開催された。
有料施設であるが、宇都宮市に居住する、あるいは宇都宮市内の学校に通学する高校生以下の者は無料で利用できる。市内の小学生は6年生の時に、ここでスケート教室を受講する。また、宇都宮市民の日である4月1日には無料開放される。

## 歴史
当施設が建設される以前は、1969年（昭和44年）11月22日開場の宇都宮市営御本丸スケート場（宇都宮御本丸スケート場）があった。このスケート場は民営施設だったものを宇都宮市が買収して整備したものであり、その名の通り宇都宮城跡の御本丸公園（現・宇都宮城址公園）にあった。リンクの大きさは南北 26 m×東西 61 m であった。スケート場ではスケート教室を開講し、1970年（昭和45年）3月発行の「広報うつのみや」には4日間でスケートの技術を身に付けようと130人のママさんが教室に参加したという記事が掲載されている。また、市内の小学校もスケート教室を開講したため、「宇都宮市小学校スケート競技大会」が開かれるようになった。1982年（昭和57年）1月26日から1月29日にかけて、第37回国民体育大会冬季大会スケート競技会フィギュアスケートの会場となった。出場選手の宿舎はすべて日光市に確保され、選手らは送迎バスで会場入りした。
御本丸スケート場は老朽化を理由に1987年（昭和62年）3月に閉鎖され、1994年（平成6年）11月12日、城南三丁目に宇都宮市スケートセンターが開場した。2013年（平成25年）には陽南プール・駅東公園プールと共に指定管理者を募集することとなり、同年9月26日にオーエンスを選定した。2017年（平成29年）1月、平成28年度全国高等学校総合体育大会・第66回全国高等学校スケート選手権大会フィギュア競技が開催された。
御本丸スケート場以来の伝統があった宇都宮市小学校スケート競技大会は、参加者数の減少やスケート指導を体育の授業で行っていないことなどを理由に、2023年（令和5年）1月27日の開催をもって終了した。最後の競技大会には77人の児童が出場した。

## 周辺
宇都宮市の中心市街地から南へ約5 km、雀宮駅から北へ約2 kmのところに位置する。地形的には宝木台地の東縁部にあたり、標高は98 mである。開発前は、のどかな農地が広がっていたが、市街化区域に含まれたため、1966年（昭和41年）から1974年（昭和49年）にかけて土地区画整理事業が為され、グラウンドを整備するために整地が行われていた。
宇都宮駅のバス乗り場から関東自動車の「雀宮・石橋」行きに乗車し、「航空学校前」または「東横田入口」バス停で下車し、徒歩約10分で到着する。タクシーの場合は同駅から約20分である。自家用自動車利用の場合、東北自動車道鹿沼ICから25分で到着する。駐車場は大型バス用を含め、150台分ある。なお、台風等の風水害で浸水が想定される場合、浸水想定区域から車両を避難させる「車両退避場所」として市民らに開放される。

### 城南3丁目遺跡
宇都宮市スケートセンターの敷地では、古墳時代から中世にかけての古墳および集落跡である「城南3丁目遺跡」が発見されている。スケート場を御本丸公園から新築移転するために1992年（平成4年）に試掘調査を行ったところ、竪穴建物らしきものが確認され、1993年（平成5年）に表土をはがして調査を実施した。その結果、古墳2基、平安時代の竪穴建物跡6棟・掘立柱建物跡2棟、中世の竪穴建物跡4棟・掘立柱建物跡15棟が見つかった。